# Ecseg
Ecseg – wieś i gmina w północnej części Węgier, w pobliżu miasta Pásztó.
Miejscowość leży na obszarze Średniogórza Północnowęgierskiego i należy do powiatu Pásztó, wchodzącego w skład komitatu Nógrád.
Gmina Ecseg liczy 1243 mieszkańców (2009) i zajmuje obszar 24,1 km².